# آسی (شهرستان آرخانگلسکی، باشقیرستان)
آسی (به لاتین: Asy) یک منطقهٔ مسکونی در روسیه است که در باشقیرستان واقع شده‌است.